# Wereldkampioenschap korfbal 1978
De eerste editie van het wereldkampioenschap korfbal werd in 1978 gehouden in Nederland, in de plaatsen: Assen, Nuenen en Amsterdam. Alle tien de landen die destijds bij de International Korfball Federation waren aangesloten, mochten deelnemen met een team van spelers onder de 21 jaar. Alleen Suriname en Australië deden niet mee. Nederlandse korfballers droegen bij aan de reiskosten van het team uit Papoea-Nieuw-Guinea. Het Nederlands korfbalteam won de eerste wereldtitel.

## Poulefase

### Poule A
| Land             | Win | Gel | Ver | DV | DT | +/- | Pnt |
| ---------------- | --- | --- | --- | -- | -- | --- | --- |
| Nederland        | 3   | 0   | 0   | 63 | 10 | +53 | 6   |
| West-Duitsland   | 2   | 0   | 1   | 17 | 27 | -10 | 4   |
| Verenigde Staten | 1   | 0   | 2   | 25 | 35 | -10 | 2   |
| Spanje           | 0   | 0   | 0   | 14 | 47 | -33 | 0   |

|                 |                  |       |                |                                    |
| 6 november 1978 | Verenigde Staten | 6 - 7 | West-Duitsland | de Spreng, Assen Scheidsrechter: ? |
| 6 november 1978 |                  |       |                | de Spreng, Assen Scheidsrechter: ? |

|                 |           |        |        |                                    |
| 6 november 1978 | Nederland | 26 - 2 | Spanje | de Spreng, Assen Scheidsrechter: ? |
| 6 november 1978 |           |        |        | de Spreng, Assen Scheidsrechter: ? |

|                 |           |        |                  |                                    |
| 7 november 1978 | Nederland | 20 - 6 | Verenigde Staten | de Spreng, Assen Scheidsrechter: ? |
| 7 november 1978 |           |        |                  | de Spreng, Assen Scheidsrechter: ? |

|                 |                |       |        |                                    |
| 7 november 1978 | West-Duitsland | 8 - 4 | Spanje | de Spreng, Assen Scheidsrechter: ? |
| 7 november 1978 |                |       |        | de Spreng, Assen Scheidsrechter: ? |

|                 |                |        |           |                                    |
| 8 november 1978 | West-Duitsland | 2 - 17 | Nederland | de Spreng, Assen Scheidsrechter: ? |
| 8 november 1978 |                |        |           | de Spreng, Assen Scheidsrechter: ? |

|                 |        |        |                  |                                    |
| 8 november 1978 | Spanje | 8 - 13 | Verenigde Staten | de Spreng, Assen Scheidsrechter: ? |
| 8 november 1978 |        |        |                  | de Spreng, Assen Scheidsrechter: ? |

### Poule B
| Land                | Win | Gel | Ver | DV | DT | +/- | Pnt |
| ------------------- | --- | --- | --- | -- | -- | --- | --- |
| België              | 3   | 0   | 0   | 81 | 32 | +49 | 6   |
| Groot-Brittannië    | 2   | 0   | 1   | 32 | 37 | -5  | 4   |
| Papoea-Nieuw-Guinea | 1   | 0   | 2   | 32 | 40 | -8  | 2   |
| Luxemburg           | 0   | 0   | 0   | 30 | 66 | -36 | 0   |

|                 |        |        |           |                          |
| 6 november 1978 | België | 26 - 2 | Luxemburg | Nuenen Scheidsrechter: ? |
| 6 november 1978 |        |        |           | Nuenen Scheidsrechter: ? |

|                 |                     |        |                  |                          |
| 6 november 1978 | Papoea-Nieuw-Guinea | 3 - 16 | Groot-Brittannië | Nuenen Scheidsrechter: ? |
| 6 november 1978 |                     |        |                  | Nuenen Scheidsrechter: ? |

|                 |           |        |                  |                          |
| 7 november 1978 | Luxemburg | 1 - 28 | Groot-Brittannië | Nuenen Scheidsrechter: ? |
| 7 november 1978 |           |        |                  | Nuenen Scheidsrechter: ? |

|                 |                     |        |        |                          |
| 7 november 1978 | Papoea-Nieuw-Guinea | 5 - 23 | België | Nuenen Scheidsrechter: ? |
| 7 november 1978 |                     |        |        | Nuenen Scheidsrechter: ? |

|                 |           |        |                     |                          |
| 8 november 1978 | Luxemburg | 3 - 24 | Papoea-Nieuw-Guinea | Nuenen Scheidsrechter: ? |
| 8 november 1978 |           |        |                     | Nuenen Scheidsrechter: ? |

|                 |        |        |                  |                          |
| 8 november 1978 | België | 21 - 3 | Groot-Brittannië | Nuenen Scheidsrechter: ? |
| 8 november 1978 |        |        |                  | Nuenen Scheidsrechter: ? |

## Eindfase

### Kruisfinale
Voor plek 5 t/m 8
|                  |        |        |                     |                                            |
| 10 november 1978 | Spanje | 12 - 7 | Papoea-Nieuw-Guinea | sporthal Zuid, Amsterdam Scheidsrechter: ? |
| 10 november 1978 |        |        |                     | sporthal Zuid, Amsterdam Scheidsrechter: ? |

|                  |                  |        |           |                                            |
| 10 november 1978 | Verenigde Staten | 18 - 1 | Luxemburg | sporthal Zuid, Amsterdam Scheidsrechter: ? |
| 10 november 1978 |                  |        |           | sporthal Zuid, Amsterdam Scheidsrechter: ? |

Voor plek 1 t/m 4
|                  |           |        |                  |                                            |
| 10 november 1978 | Nederland | 23 - 6 | Groot-Brittannië | sporthal Zuid, Amsterdam Scheidsrechter: ? |
| 10 november 1978 |           |        |                  | sporthal Zuid, Amsterdam Scheidsrechter: ? |

|                  |                |        |        |                                            |
| 10 november 1978 | West-Duitsland | 3 - 24 | België | sporthal Zuid, Amsterdam Scheidsrechter: ? |
| 10 november 1978 |                |        |        | sporthal Zuid, Amsterdam Scheidsrechter: ? |

### Finales
Voor plek 7 / 8
|                  |                     |        |           |                                            |
| 11 november 1978 | Papoea-Nieuw-Guinea | 12 - 3 | Luxemburg | sporthal Zuid, Amsterdam Scheidsrechter: ? |
| 11 november 1978 |                     |        |           | sporthal Zuid, Amsterdam Scheidsrechter: ? |

Voor plek 5 / 6
|                  |        |        |                  |                                            |
| 11 november 1978 | Spanje | 7 - 11 | Verenigde Staten | sporthal Zuid, Amsterdam Scheidsrechter: ? |
| 11 november 1978 |        |        |                  | sporthal Zuid, Amsterdam Scheidsrechter: ? |

Voor plek 3 / 4
|                  |                  |         |                |                                            |
| 11 november 1978 | Groot-Brittannië | 15 - 20 | West-Duitsland | sporthal Zuid, Amsterdam Scheidsrechter: ? |
| 11 november 1978 |                  |         |                | sporthal Zuid, Amsterdam Scheidsrechter: ? |

Finale
|                  |           |         |        |                                                                |
| 11 november 1978 | Nederland | 14 - 13 | België | sporthal Zuid, Amsterdam Scheidsrechter: Marion Atkinson (ENG) |
| 11 november 1978 |           |         |        | sporthal Zuid, Amsterdam Scheidsrechter: Marion Atkinson (ENG) |

## Eindstand
| Plaats op ranglijst | Team                |
| ------------------- | ------------------- |
| Goud                | Nederland           |
| Zilver              | België              |
| Brons               | West-Duitsland      |
| 4                   | Verenigd Koninkrijk |
| 5                   | Verenigde Staten    |
| 6                   | Spanje              |
| 7                   | Papoea-Nieuw-Guinea |
| 8                   | Luxemburg           |

| Kampioen van WK 1978      |
| ------------------------- |
| Nederland Eerste WK titel |